# Parrillas
Parrillas ist eine zentralspanische Gemeinde mit 351 Einwohnern (Stand: 2024) in der Provinz Toledo der Region Kastilien-La Mancha.

## Lage und Klima
Parrillas liegt in der Sierra de Gredos im Westen der historischen Landschaft der La Mancha ca. 110 km (Fahrtstrecke) westsüdwestlich der Stadt Toledo in einer Höhe von ca. 400 m. Der Río Tiétar begrenzt die Gemeinde im Norden.
Das Klima im Winter ist rau, im Sommer dagegen trocken und warm; der spärliche Regen (ca. 612 mm/Jahr) fällt überwiegend in den Wintermonaten.

## Bevölkerungsentwicklung
| Jahr      | 1900 | 1970 | 1981 | 1991 | 2001 | 2011 | 2021 | 2022 |
| Einwohner | 1184 | 888  | 544  | 514  | 414  | 418  | 325  | 337  |

Die seit den 1950er Jahren zunehmende Mechanisierung der Landwirtschaft und die Aufgabe von bäuerlichen Kleinbetrieben führten auch in der Gemeinde zu einem Kaufkraftschwund und zur Abwanderung eines Teils der Bevölkerung.

## Sehenswürdigkeiten
- Kirche Mariä Lichtmess (Iglesia de Nuestra Señora de la Luz)
- Rathaus

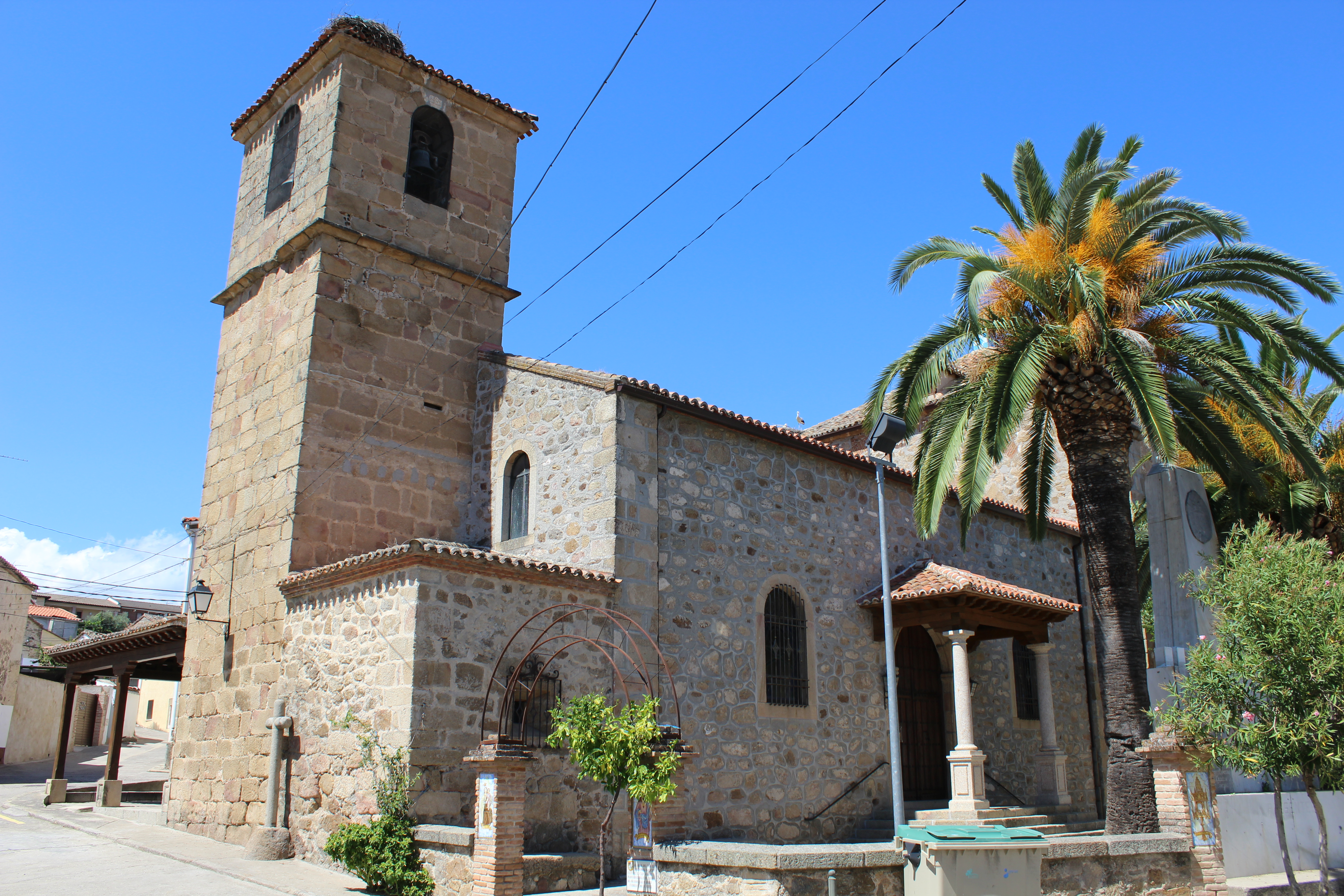
Kirche Mariä Lichtmess
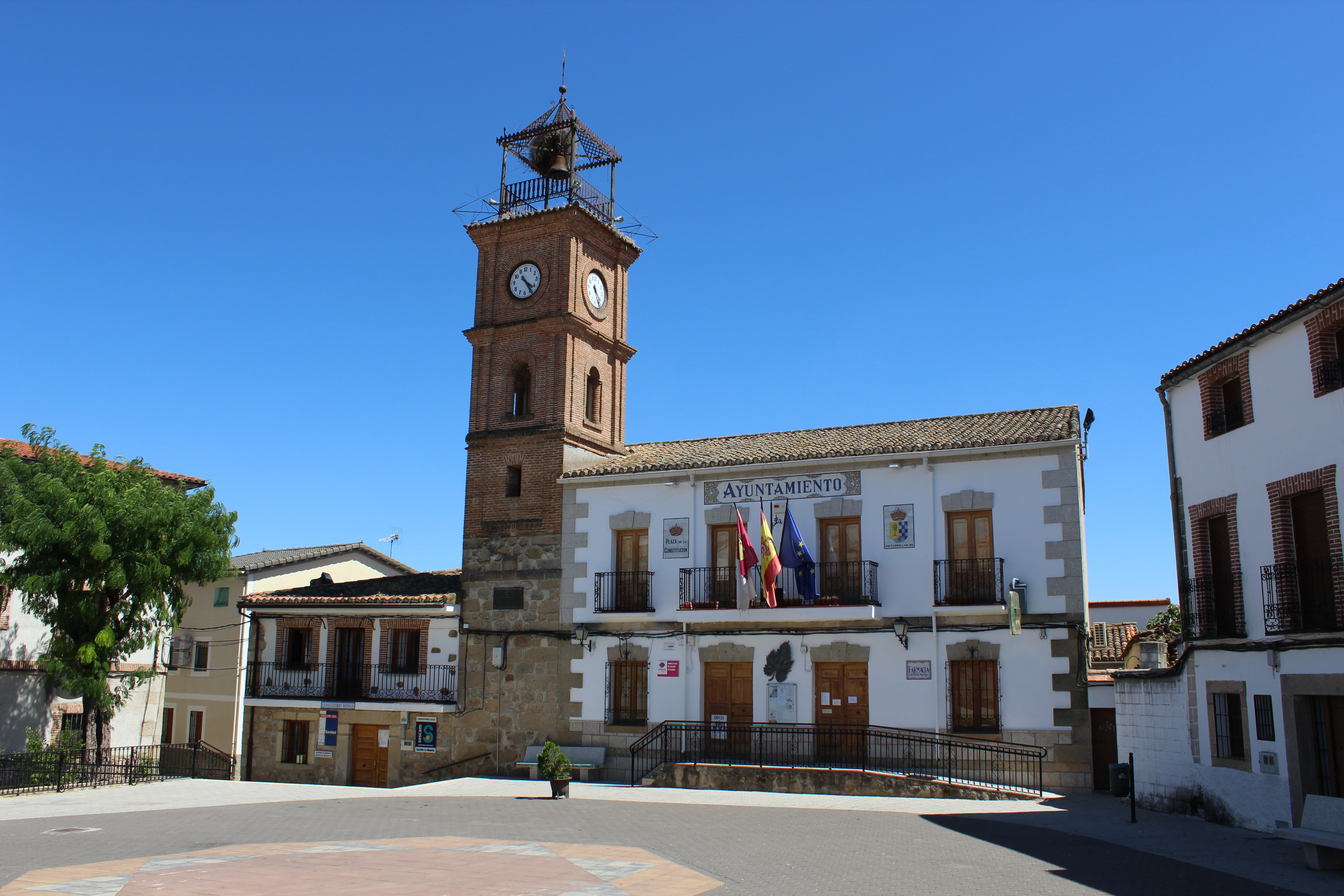
Rathaus